# USTA Challenger of Oklahoma 2006
Lo USTA Challenger of Oklahoma 2006 è stato un torneo di tennis facente parte della categoria ATP Challenger Series nell'ambito dell'ATP Challenger Series 2006. Il torneo si è giocato a Tulsa negli Stati Uniti dal 25 settembre al 1º ottobre 2006 su campi in cemento.

## Vincitori

### Singolare
Bobby Reynolds ha battuto in finale  Michael Russell con il punteggio di 7–6(3), 6–3

### Doppio
Rajeev Ram /  Bobby Reynolds hanno battuto in finale  Scott Lipsky /  David Martin con il punteggio di 6–4, 6–4